# 罗森科普夫
罗森科普夫是德国莱茵兰-普法尔茨州的一个市镇。总面积2.47平方公里，总人口374人，其中男性184人，女性190人（2011年12月31日），人口密度151人/平方公里。